# Höllentalferner
Le Höllentalferner est un glacier dans le massif alpin du Wetterstein, en Allemagne.

## Géographie
En tant que glacier de cirque, il couvre la partie supérieure du Höllental et est bien protégé des rayons du soleil dans une cuvette rocheuse entre les sommets des Riffelwandspitzen et de la Zugspitze.
En 2018, le Höllentalferner couvrait une superficie d'environ 17 hectares. Cela en fait le plus grand glacier d'Allemagne, juste devant le Schneeferner. Il mesure environ 1 kilomètre de long et jusqu'à 700 mètres de large. Le volume de glace fut déterminé à 1,74 million de m³ en 2018. L'épaisseur moyenne de la glace était de 10,4 mavec une épaisseur maximale de 33 m. Le Höllentalferner a perdu plus de la moitié de son volume dans les années 2010, en 2009 son volume était estimé à 4,87 millions de m³.
Le Höllentalferner est le seul glacier allemand avec un véritable front glaciaire. Malgré son emplacement relativement bas de 2 549 m jusqu'à 2 207 m, l'existence du glacier n'est pas menacée dans la même mesure que les autres glaciers allemands, car il se trouve dans un bassin profondément incisé en raison de son emplacement ombragé et est moins affecté par le réchauffement climatique, car il est alimenté par la neige des avalanches (glacier du bassin d'avalanches).

## Ascension
Lors de l'ascension de la Zugspitze à travers le Höllental, le Höllentalferner doit être traversé. Selon la saison, la rimaye est un point clé du passage vers la via ferrata.